# Miguel Ángel Herrera
Miguel Ángel Herrera Equihua (* 3. April 1989 in Uruapan) ist ein mexikanischer Fußballspieler. Seit 2012 spielt er für den CF Pachuca in der mexikanischen ersten Liga.

## Karriere

### Verein
Herrera begann seine Karriere beim CF Pachuca. 2011 wurde er an den Tampico-Madero FC ausgeliehen. Nach seiner Rückkehr zu Pachuca gab er sein Erstligadebüt gab er am 3. Spieltag der Apertura 2012/13 gegen den Querétaro Fútbol Club. Mit Pachuca konnte er 2014 Vizemeister werden und 2015 das Viertelfinale der Champions League erreichen.

### Nationalmannschaft
Herrera stand im November 2013 im WM-Quali-Playoff gegen Neuseeland erstmals im Kader der Nationalmannschaft. Für die WM 2014 wurde er jedoch nicht nominiert. Im November 2014 im Testspiel gegen die Niederlande gab er sein Länderspieldebüt. Mit Mexiko konnte er 2015 den Gold Cup gewinnen.